# Andrei Sagrjaschski
Andrei Sagrjaschski (russisch Андрей Загряжский; * 17. März 1964) ist ein ehemaliger russischer Skispringer.

## Werdegang
Mit seinem internationalen Debüt am 21. März 1992 bei der Skiflug-Weltmeisterschaft 1992 in Harrachov gab Sagrjaschski zugleich sein Debüt im Skisprung-Weltcup. Als 33. verpasste er die Punkterängen, errang aber seine persönliche Bestweite von 101 Meter. Auch beim Skiflug-Weltcup 1993 am Kulm in Tauplitz kam er als 35. nicht in die Punkte.
Bei der Nordischen Skiweltmeisterschaft 1993 im schwedischen Falun sprang Sagrjaschski von der Großschanze auf 76 und 87 Meter und erreichte damit Rang 47. Von der Normalschanze ging er nicht an den Start. Gemeinsam mit Dmitri Tschelowenko, Sergei Michejew und Michail Jessin erreichte er schließlich im Teamspringen Platz 13 von 14 gestarteten Mannschaften. Rund zwei Wochen später bestritt er noch einmal den Weltcup in Lahti, wo er als 59. erneut deutlich an den Punkterängen vorbeisprang.
In der Saison 1993/94 startete Sagrjaschski im Skisprung-Continental-Cup. Größere Erfolge blieben jedoch auch hier aus, so dass er am Ende mit nur sieben Wettkampf-Punkten Rang 127 der Gesamtwertung belegte.
Nach seinem Rücktritt war Sagrjaschski als Trainer aktiv.